# حزب الفضيلة (موريتانيا)
الفضيلة هو حزب سياسي إسلامي في موريتانيا، بقيادة عثمان ولد أحمد أبو المعالي.

## التاريخ
تم تسجيل الحزب في عام 2006. فاز الحزب بثلاثة مقاعد في انتخابات 2013 البرلمانية.